# Spilogona stackelbergi
Spilogona stackelbergi är en tvåvingeart som beskrevs av Willi Hennig 1959. Spilogona stackelbergi ingår i släktet Spilogona och familjen husflugor. Inga underarter finns listade i Catalogue of Life.